# Ossip Loew
Ossip Lew, dit Loew, né le 24 juin 1867 à Grodno et mort le 12 septembre 1935 à Paris, est un chanteur, violoniste, et compositeur russe.

## Biographie
Ossip Loew est le fils d'Isaac Jakowlewitch Lew et de Michonna Lichtenstein, juifs ashkénazes.
Compagnon de route du lieutenant Astacheff, commandant du yacht Roxana, il arrive à Paris en 1890.
Il est lauréat des académies de musique de Saint-Pétersbourg, Berlin, Bruxelles.
Officier d'académie, il devient professeur de violon aux lycées de Paris.
Il épouse Victorine Manfay.
Il compose entre autres : Regrets, La Mort d'Ophélie, Ballade russe.
Pour le Théâtre Déjazet, il crée avec Ernest Duchesne Le Ténor et Chipacaïssa et Cie, comédie-vaudeville.
Il est engagé pour la durée de la guerre le 24 août 1914. Caporal en janvier 1915, il est interprète au dépôt polonais du Puy, il est ensuite au 34e régiment d'infanterie territoriale en octobre 1816, puis au 48e RIT en février 1918.
Il est mort à l'hôpital de la Salpêtrière le 12 septembre 1935.